# Республіка Боснія і Герцеговина

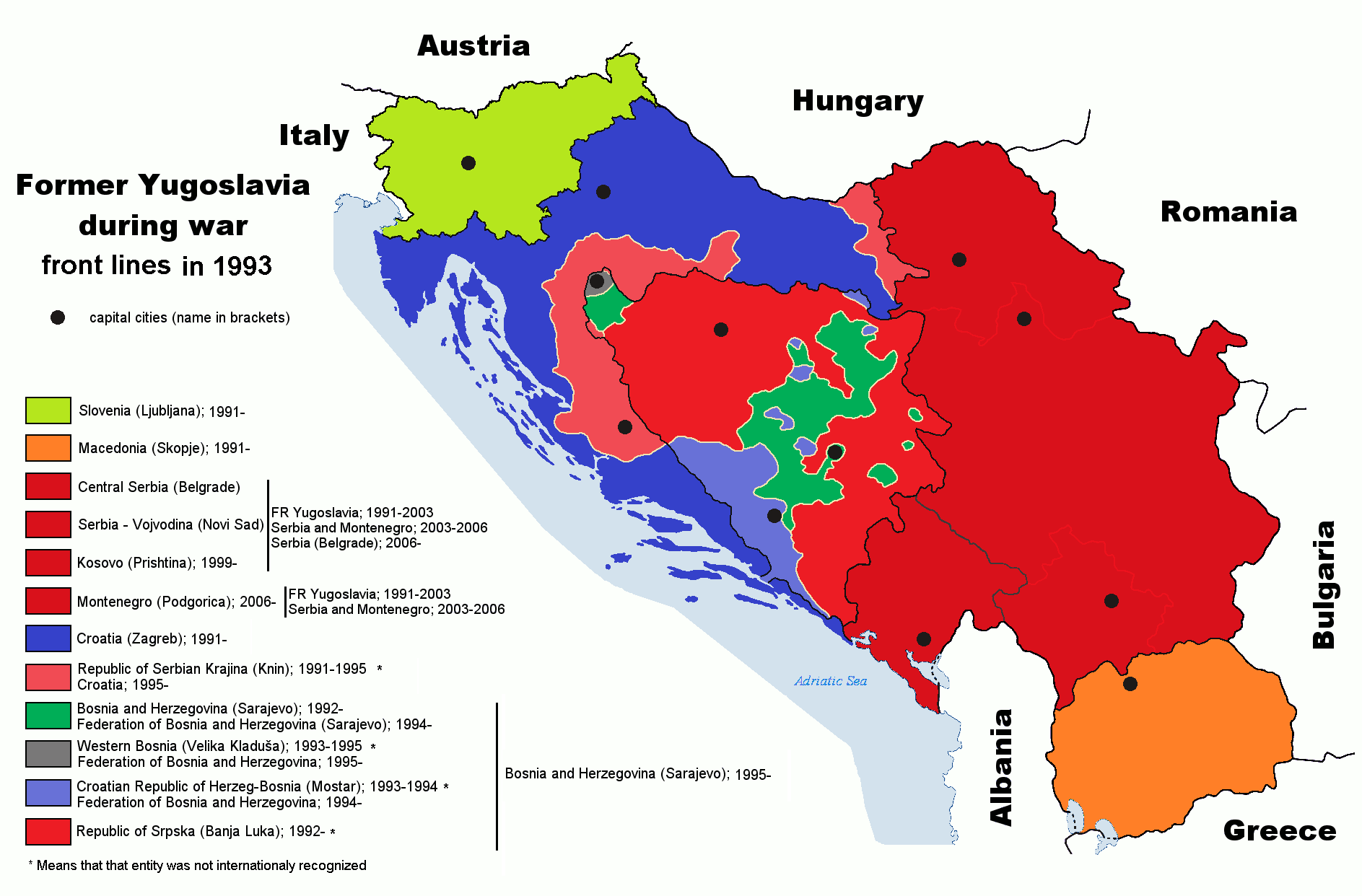
Соціалістична Федеративна Республіка Югославія

Республіка Боснія і Герцеговина (босн., хорв., серб. і сербохорв. Republika Bosna i Hercegovina, RBiH, серб. кир.: Република Босна и Херцеговина, РБиХ) — основний прямий попередник сучасної держави Боснія та Герцеговина. За часів боснійської війни була державним утворенням боснійців, у якій кожен із двох інших основних етносів Боснії і Герцеговини (боснійські серби і боснійські хорвати) створили свої власні держави (Республіка Сербська і ХР Герцег-Босна відповідно). Згідно з Вашингтонською угодою від 1994 року, боснійці і етнічні боснійські хорвати створили Федерацію Боснії та Герцеговини. У 1995 р., згідно з Дейтонською мирною угодою сербська держава, Республіка Сербська, вступила у Федерацію Боснія і Герцеговина, утворивши Боснію і Герцеговину.

## Історія
Парламентські вибори 1990 привели до Національної асамблеї. Три політичні партії, сформовані за етнічною ознакою, утворили коаліцію задля усунення комуністів від влади. Наступні референдуми у Словенії й Хорватії, а також здобуття цими державами незалежності, призвели до розколу суспільства у Боснії та Герцеговині. Після декларації про суверенітет у жовтні 1991, було проведено референдум за незалежність від Югославії в лютому і березні 1992. Більшість боснійських сербів бойкотували референдум, таким чином за явки 64 %, 98 % виборців віддали свої голоси на користь незалежності Боснії і Герцеговині, після чого республіку оголошено незалежною державою
Першим етапом війни був значний сербський наступ у березні 1992, у східній та північній Боснії. Після декількох військових інцидентів, відкрита війна почалася в Сараєві 6 квітня Міжнародне визнання Боснії та Герцеговини привело до того, що Югославська народна армія (ЮНА) тепер розцінювалася як сила, що окупувала територію республіки, тому військовики югославської армії просто перейшли до лав Армії Республіки Сербської. Озброєній та екіпірованій із запасів ЮНА в Боснії, підтримуваній добровольцями Республіці Сербській у 1992 р. вдалося взяти більшу частину території країни під свій контроль. На 1993 р., коли спалахнув збройний конфлікт між Республікою Боснія і Герцеговина й ХР Герцег-Босна, близько 70 % території країни знаходилося під контролем сербів.
Підписання Вашингтонської угоди між боснійськими та хорватськими лідерами у березні 1994 року привело до створення спільної боснійсько-хорватської Федерації Боснії і Герцеговини. Це, разом із військовою допомогою НАТО, допомогло переламати хід війни. Підписання Дейтонських угод в Парижі президентами Боснії і Герцеговини (Алія Ізетбегович), Хорватії (Франьо Туджман), і Сербії (Слободан Мілошевич) зумовило припинення бойових дій та початку створення сучасної держави. Підсумками трьох років війни стало 95 000—100 000 осіб убитими і більш ніж 2 мільйони переміщених осіб